# Jerzy Durał
Jerzy Bohdan Durał (ur. 5 stycznia 1966 w Tarnowie) – polski muzyk rockowy; kompozytor, aranżer, producent muzyczny, autor tekstów, plastyk, scenarzysta i reżyser videoclipów, autor scenicznych scenografii koncertowych, wizjoner projektów muzycznych, animator kultury, członek ZAiKS-u.

## Życiorys
Edukację muzyczną rozpoczął w dzieciństwie ucząc się gry na skrzypcach, altówce i fortepianie, a artystyczną wrażliwość rozwijał w Liceum Sztuk Plastycznych w Tarnowie. Młodzieńcze zainteresowanie jazzem, a później muzyką rockową, zakończyło jego przygodę z muzyką poważną. Prawdziwą muzyczną drogę rozpoczął w wieku 15 lat grając na gitarze basowej, najpierw w tarnowskich składach jazz-rockowych, a potem w kolejnych własnych projektach i zespołach „gitarowych”. W 1985 roku założył nowofalową grupę Ziyo, której debiut sceniczny odbył się podczas FMR Jarocin 1986. Z zespołem tym, w różnych składach, nagrał 9 płyt występując na nich w roli wokalisty, basisty, klawiszowca, producenta, kompozytora muzyki i autora tekstów. Podczas muzycznej kariery zagrał setki koncertów, łącznie z największymi festiwalami (m.in. FMR Jarocin, Opole, Sopot, Woodstock) i współpracował z artystami polskiej sceny rockowej (m.in. Dżem, Małgorzata Ostrowska, Edyta Bartosiewicz, Sławek Wierzcholski, Nowe Sytuacje, Józef Skrzek, Kofi, Indian Woman, Common Dream, Graffiti, Cold War).
Najpopularniejsze utwory w jego artystycznym dorobku to m.in. „Grafiiti”, „Idziemy wytrwale”, „Panie prezydencie”, „Wyspy (Bliżej gwiazd)”, „Każdy krok”, „I Was Born to Be Free”, „War Colours”, „Ikar”, „Ethos”, „Magiczne słowa”, „Dwa słońca”, „Deja vu 1986”, „Ten jeden raz”, „Popburger”, „Sms 636”, „Poste restante”.

## Dyskografia
Źródło:.
- Ziyo (1989, LP)
- Witajcie w teatrze cieni (1990, MC, LP, CD)
- Gloria (1991, MC, LP, CD)
- Kolędy (1992, MC)
- Tetris (1994, MC, CD)
- Spectrum (1998, MC, CD)
- Exlibris – Magiczne numery 1986–2000 (2000, CD)
- Antologia (2004, CD) (specjalna reedycja wszystkich płyt)[15]
- Popburger (2005, CD)
- Puzzle (2009, CD)